# 布拉格里

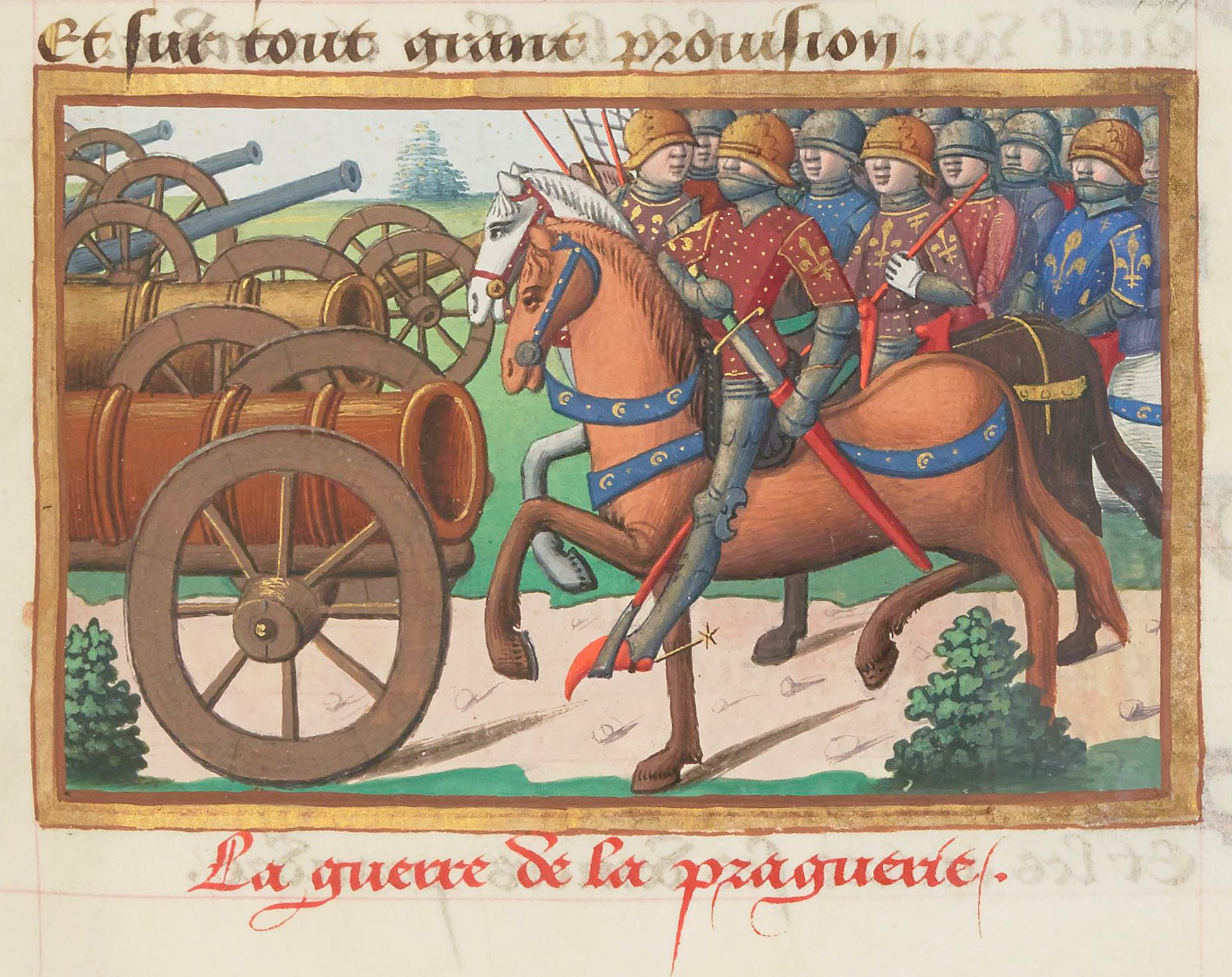
1440年布拉格里的插畫（約1484年繪）

布拉格里（法語：Praguerie，法語發音：[pʁaɡʁi]）是1440年7月發生於法蘭西王國的貴族叛亂，對抗當時的法王查理七世。
這場叛亂得名自同時期於波希米亞王國首都布拉格發生的類似叛亂事件，當時統治波希米亞的盧森堡王朝與法蘭西的瓦盧瓦王朝有姻親關係。
叛亂的背景源於查理七世在英法百年戰爭晚期所進行的一系列改革計畫，他致力於解決法蘭西各地的無政府狀態與自由傭兵劫掠問題。1439年，奧伊語區的階級領袖在奧爾良通過法令，給予國王十萬法郎的永久補助金（目的是使國王的經濟能力從議會掌控的國庫中解放），並使國王有任命軍隊指揮官的特權，而被視為隊貴族體制的挑戰。
叛亂的主要發起人為波旁公爵夏爾一世，他在三年前曾嘗試發動類似起義，而被迫請求國王赦免。加入叛亂行列的成員包含與夏爾父異母的兄弟讓、前王室寵臣喬治·德·拉特雷穆瓦耶、與英格蘭同盟的布列塔尼公爵讓六世、阿朗松公爵讓二世、旺多姆伯爵路易一世、以及一些傭兵領袖，如:羅德里戈·德·維蘭德蘭多、安托萬·德·夏巴納、讓·德·拉羅什等。夏爾還得到年僅16歲的王太子路易（未來的路易十一）支持，承諾架空查理七世的權力讓路易攝政。
路易很爽快地加入叛軍，然而在宮廷官員與友方城市的積極鎮壓下使法國免於陷入嚴重內戰。王室統帥阿蒂爾·德·里什蒙率領國王軍隊進入普瓦圖對抗政敵拉特雷穆瓦耶，城堡紛紛折服於王家炮兵團的火力下，在兩個月內鎮壓該地。王太子與阿朗松公爵無法說服奥弗涅加入叛亂，布拉格里就此結束。不過王家軍隊無法避免掠奪者事後對桑通日與普瓦圖的劫掠。
法王事後嘗試確保波旁公爵的忠誠，發給他大量撫恤金，赦免所有叛亂貴族，並將王太子流放至多菲内。奧爾良法令就此強制執行，事後王太子被迫向其父親尋求寬恕。